# 花札しよっ!
『花札しよっ!』（はなふだしよっ）は、iSWANが発売しているiOS（iPhone/iPod touch）及びAndroid用ゲームソフト。iOS版は2011年2月5日、Android版は2012年4月11日発売。iOS・Android版とも、製品版より機能を制限した『花札しよっ! Lite』が体験版として無料で配信されている。

## 概要
有限会社アセンドアイのアダルトゲームブランド・スワンアイ及びスワンマニアの作品に登場するヒロイン達と花札（こいこい）で対戦する。前作『大富豪しよっ!』と同様、各キャラクターが登場する原作ゲームとは異なりストレートな性表現を含む場面は無く、ゲームモードの1つ「文（もん）争奪戦」の連勝回数によりおまけCGが表示されるようになっている。
『大富豪しよっ!』と同様、美少女キャラクターが苦手なプレイヤーや屋外でのプレイを考慮して、通常のガールズモード以外にゲーム開始時・プレイ中を問わずキャラクターを動物に変更するアニマルモードとキャラクター非表示のシンプルモードの合計3種類が選択可能となっている。また、前作と同様にローカルルールを設定することが可能となっており、iOS版のVer1.0では以下のルールがフォローされている（特に注記の無いものはルールの有無を設定可能）。役の種類に関する解説はこいこいを参照。
- 三光
- 雨四光
- 猪鹿蝶
- 月見酒・花見酒
  - 月見酒・花見酒の取得文数(5文/3文)
- 七文以上倍付け

- 相手こいこい時倍付け
- 手四
- くっつき
- 化け札
- 親の移行(勝者が親/交互に親)
- タネ・短冊の複合(追加取得文数あり/なし)

札の絵柄は一般的な八八花と、描かれている動物がデフォルメされたiSWANオリジナルの2種類から選択可能。

## ゲームモード
以下のモードが選択可能。全てプレイヤーと対戦相手の1対1の勝負となる。

### フリー対戦
- 6ヶ月戦 - 1月〜6月の6回戦でトータルの獲得文数を争う。
- 12ヶ月戦 - 1月〜12月の12回戦でトータルの獲得文数を争う。

どちらのモードも「持ち点」は存在せず、0文からのスタートであり相手が役を成立させた場合でもそれまでにプレイヤーが獲得した文数が減ることは無い。

### 文争奪戦
ターン制限は無く、どちらかが開始時の持ち点である15文を相手から全て獲得した時点で勝敗が決まる。プレイヤーが5連勝すると、ガールズモードで対戦相手のグラフィックが和服になる（1回達成すれば、設定画面の左下にあるネコの形をしたボタンを押すことでいつでも切り替え可能）。また、5連勝・10連勝…と連勝を重ねるとおまけCGが表示される。
Ver1.0では最初に選択した対戦相手がそのまま固定される方式であったが、Ver1.5より勝敗に関わらず対戦相手が順番に入れ替わる方式となった（シンプルモードを除く）。

## 登場キャラクター
キャラクターデザイン・文月紫。右側はアニマルモードの対応キャラクター。
珠洲宮 夏姫（すずみや なつき） - しか
強さ：★★★
『孕ら☆ハラっ!!』より登場。自信満々で積極的に勝負を挑んで来る。
三都辻 えりな（みつつじ えりな） - いのしし
強さ：★★
『しる☆シルッ!!』より登場。相手に役を作らせないことを優先した戦術を用いる。
都々御 ゆか（つづみ ゆか） - きつね
強さ：★
『孕ら☆みん!!』より登場。無理な高得点を狙わず堅実に点数を稼ぐ。
相原 愛璃（あいはら まり） - ぺんぎん
強さ：？
『孕ら☆みん!!』が初出で、以後のスワンアイ作品における事実上のマスコットキャラクター。奇抜な戦法で場を攪乱する。
椎名 ゐのり（しいな いのり） - ひつじ
強さ：★★
Ver1.8.5からの追加キャラクター。『孕ら☆ちゅちゅっ!!』より登場。相手がこいこいを仕掛けて来ると、すかさず安い手を上がってブロックする。
清瀬 理彩子（きよせ りさこ） / リリー - わらびー
強さ：★★★
Ver1.9.0からの追加キャラクター。『デリコス!』より登場。タンを集めて上がるのが得意。